# Airaldo III de Mauriana
Airaldo III de Mauriana (em latim: Ayraldus), também chamado Abençoado Airaldo, foi um monge cartuxo francês e bispo de São João de Mauriana. Morreu entre 1161 e 1162. Foi canonizado pelo papa Pio IX em 8 de janeiro de 1863.

## Vida
Airaldo era filho do conde Guilherme II. Tornou-se monge cartuxo em Portes, na diocese de Belley, na França, e era prior de sua família. Entre 1132 e 1156, ocupou a posição de bispo de São João de Mauriana, no Condado de Saboia, uma posição que aceitou sob ordens. Foi beatificado pelo papa Pio IX em 8 de janeiro de 1863. Sua festa é celebrada em 2 de janeiro. Até os anos 1960, a Catedral de São João de Mauriana tinha uma capela dedicada a Airaldo.